# THE SONG OF MIND
「THE SONG OF MIND〜朝焼けのメロディー〜」（ザ・ソング・オブ・マインド〜あさやけのメロディー〜）はNACK5で放送されていたラジオ番組である。

## 概要
2018年4月1日より放送開始。
番組最初に「この番組で青春時代にタイムトリップ。私と一緒に懐かしい歌謡曲で心の旅に出かけましょう。」と語りかけ、懐かしい歌謡曲とその楽曲にまつわるトークを中心に構成。
「メモリアルソングス」のコーナーでは放送日に因んだ曲やその日に誕生日や命日を迎える歌手・作曲家などに因んだ曲を流し、当時の世相やその曲にまつわるエピソードを語る。
番組名の公式略称は「ソンマイ」、番組リスナーの呼称は「ソン民（そんみん）」でパーソナリティの小林が番組内や自身のブログ等で積極的に使用している。
2021年3月21日放送分にて番組終了が発表され、翌週28日に終了。

## パーソナリティ
- 小林奈々絵

エフエムナックファイブには初登場。初回放送当時は文化放送において日野ミッドナイトグラフィティ 走れ!歌謡曲を担当していた。当番組では朝の番組であることを意識し、静かで落ち着いた語り口を披露。時には自らの体験談などユーモアも交えて親しみやすさも出している。